# Conocephalus nemoralis
Conocephalus nemoralis är en insektsart som först beskrevs av Scudder, S.H. 1875.  Conocephalus nemoralis ingår i släktet Conocephalus och familjen vårtbitare. Inga underarter finns listade i Catalogue of Life.